# Valdus Lund

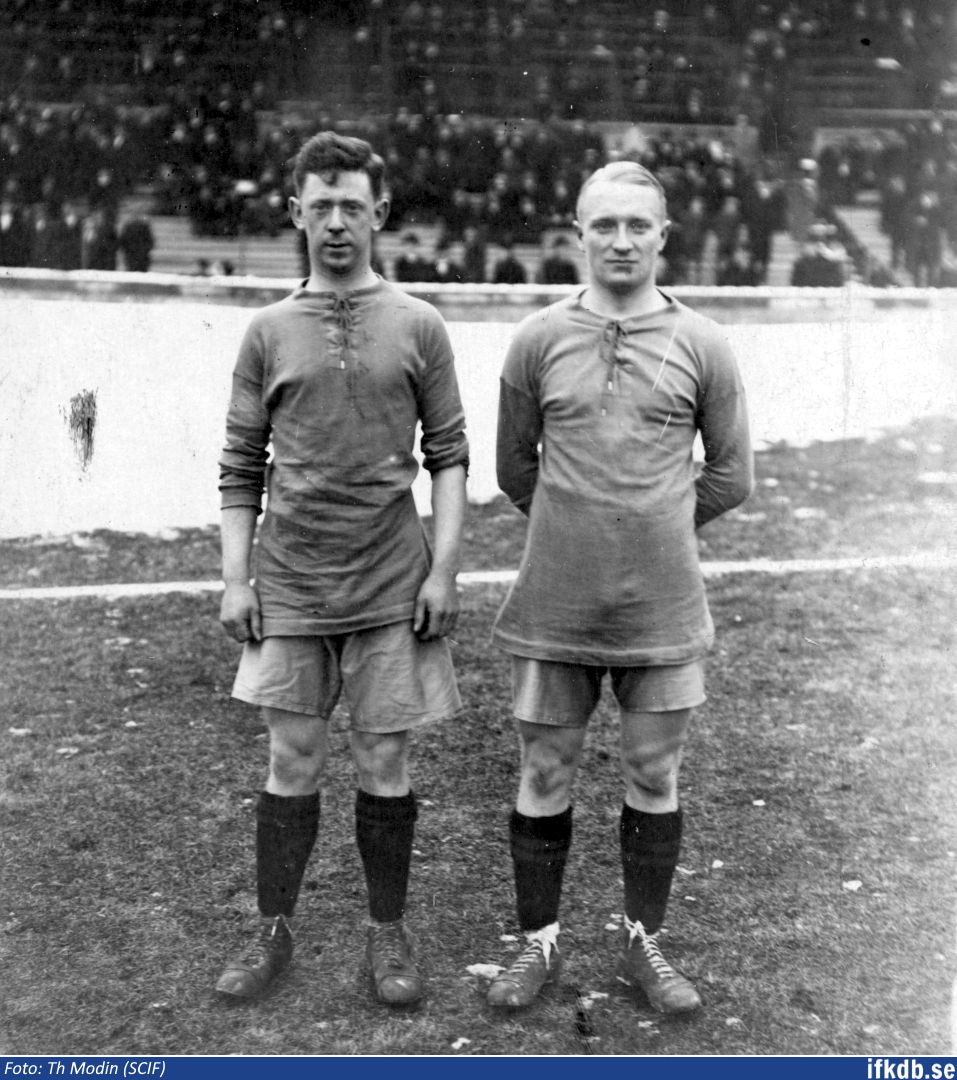
Lund (rechts) mit seinem Göteborger Mannschaftskameraden Caleb Schylander bei der schwedischen Nationalelf (1918)

Valdus Lund (* 4. April 1895 in Göteborg; † 9. Februar 1962) war ein schwedischer Fußballspieler.

## Sportlicher Werdegang
Lund spielte ab 1912 für IFK Göteborg. 1918 wurde er mit dem Klub durch einen deutlichen 5:0-Erfolg über Helsingborgs IF schwedischer Meister. Am Ende seiner Laufbahn spielte er bis 1928 noch mit dem Verein in der Allsvenskan. Insgesamt bestritt er 468 Spiele für IFK Göteborg. 
Lund bestritt 29 Länderspiele für die schwedische Nationalmannschaft. 
Lund wurde mit der Stora Grabbars Märke ausgezeichnet.